# Batheulima
Batheulima is een geslacht van weekdieren uit de klasse van de Gastropoda (slakken).

## Soorten
- Batheulima abbreviata (Jeffreys, 1884)
- Batheulima epixantha Simone, 2002
- Batheulima fuscoapicata (Jeffreys, 1884)
- Batheulima lutescens Simone, 2002
- Batheulima thurstoni Bouchet & Warén, 1986